# Świątynia Literatury

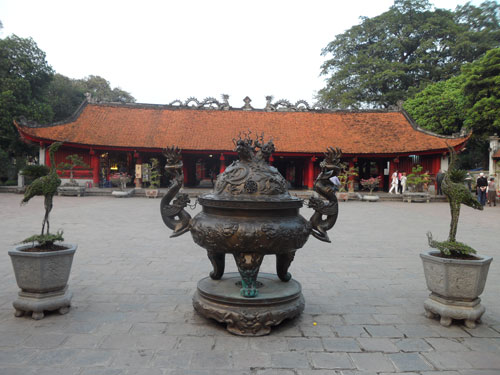
Świątynia Literatury

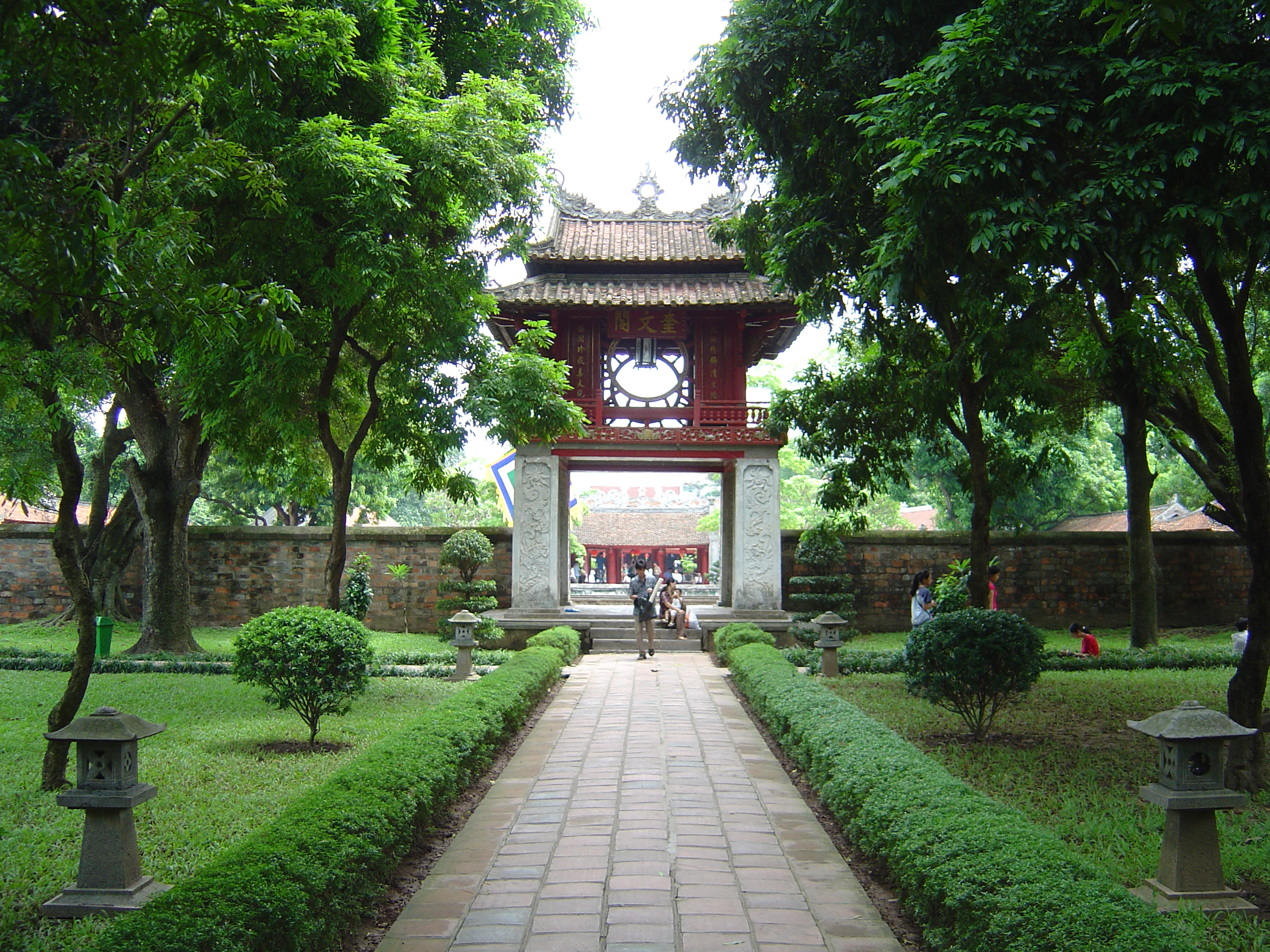
Główne wejście do świątyni

Świątynia Literatury (wiet. Văn Miếu), kompleks budynków w Hanoi powstały w 1070 jako świątynia, ufundowany przez króla Lý Thánh Tônga z przeznaczeniem na uczelnię kształcącą urzędników państwowych zgodnie z zasadami konfucjanizmu. Świątynia była wielokrotnie rozbudowywana pomiędzy XV a XVIII wiekiem. Obecnie teren świątyni o kształcie prostokąta odgrodzony jest murem od miasta. Zabudowa zaplanowana została zgodnie z klasycznymi zasadami chińskimi - wzdłuż głównej osi położone są kolejne dziedzińce i bramy. Pierwsza, bogato zdobiona brama, położona jest jeszcze przed murami świątyni. Po wejściu na teren świątyni droga wzdłuż drzew i sadzawek prowadzi do pawilonu Khuê Văn Các, którego drewniana, wsparta na czterech kamiennych filarach i pomalowana na czerwono fasada jest jednym z charakterystycznych elementów Hanoi (stanowi też logo lokalnej telewizji).